# Canoagem nos Jogos Pan-Americanos de 2007 - K-4 1000 m masculino
A competição de K-4 1000 metros masculino foi um dos eventos da canoagem nos Jogos Pan-Americanos de 2007, realizado no Estádio de Remo da Lagoa no dia 27 de julho. 28 atletas disputaram a prova.

## Medalhistas
| Ouro   | BRA Roberto Maheler, Carlos Campos, Sebastian Cuattrin e Edson Isaías da Silva |
| Prata  | CAN Chris Pellini, Angus Mortimer, Mark de Jonge e Jeremy Bordeleau            |
| Bronze | CUB Eliecer Rodríguez, Maikel Zulueta, Jorge García e Carlos Montalvo          |

## Resultados
Com apenas sete equipes, o K-4 1000 metros para homens consistiu de apenas uma fase com os três primeiros colocados conquistando medalhas.
| Pos.   | Atletas                                                                        | Tempo    |
| ------ | ------------------------------------------------------------------------------ | -------- |
| Ouro   | BRA Roberto Maheler, Carlos Campos, Sebastian Cuattrin e Edson Isaías da Silva | 3m04s145 |
| Prata  | CAN Chris Pellini, Angus Mortimer, Mark de Jonge e Jeremy Bordeleau            | 3m04s865 |
| Bronze | CUB Eliecer Rodríguez, Maikel Zulueta, Jorge García e Carlos Montalvo          | 3m05s573 |
| 4      | ARG Gustavo Evans, Daniel Dalbo, Miguel Correa e Roberto Sallette              | 3m05s591 |
| 5      | MEX David Valdéz Mendoza, José de Jesus Gracia e Jesus Valdéz, Manuel Cortina  | 3m07s253 |
| 6      | USA Andrew Bussey, Bartosz Wolski, Eric Abbott e Danny Ching                   | 3m09s979 |
| 7      | VEN Davier Lugo Gil, Marcell Benett, Jesus Colmenarez e Marcos Pérez Montilla  | 3m11s055 |